# Miramella
Miramella – rodzaj owadów prostoskrzydłych z rodziny szarańczowatych.
Przedplecze tych owadów charakteryzuje się prozoną od półtora do dwóch razy dłuższą od metazony, obecnością trzech wyraźnych bruzd poprzecznych, brakiem listewek bocznych, wyraźną listewką środkową oraz brakiem wcięcia na tylnym brzegu. Pokrywy i skrzydła tylne są skrócone do postaci łuskowatej lub dobrze wykształcone. Odwłok samca ma głęboko, trójkątnie wcięty ostatni tergit oraz ostro zwieńczoną płytkę subgenitalną. Samicę wyróżnia pokładełko z dwoma ząbkami na wierzchołkach listewek.
Przedstawiciele występują w krainie palearktycznej: w Europie i na Dalekim Wschodzie. W Polsce rodzaj reprezentowany jest przez mirkę alpejską.
Takson ten wprowadzony został w 1932 przez D.P. Donwara-Zapolskija. Należy tu 7 opisanych gatunków, zgrupowanych w 3 podrodzajach:
- podrodzaj: Miramella (Galvagniella) Harz, 1973
  - Miramella albanica Mistshenko, 1952
- podrodzaj: Miramella (Kisella) Harz, 1973
  - Miramella alpina (Kollar, 1833) – mirka alpejska
  - Miramella carinthiaca (Obenberger, 1926)
  - Miramella irena (Fruhstorfer, 1921)
- podrodzaj: Miramella (Miramella) Dovnar-Zapolskij, 1932
  - Miramella changbaishanensis Gong, Zheng & Lian, 1995
  - Miramella rufipenne Chang, 1940
  - Miramella solitaria (Ikonnikov, 1911)